# مهالا أندروز
ماهالا أندروز (بالإنجليزية: Mahala Andrews)‏ ولدت 1939 عالمة حفريات اسكتلندية بريطانية درست في جامعة كامبريدج وتعمل في المتحف الوطني باسكتلندا. خلال مسيرتها المهنية كتبت أندروز العديد من الدراسات حول الأسماك لحميات الزعانف المنتهية في الفص الصدفي الفطري "Onychodus". كانت ماهالا مسيحية وتوفيت سنة 1997 على جزيرة إيونا "Iona" الاسكتلندية.